# هيو فالكونر
هيو فالكونر (بالإنجليزية: Hugh Falconer)‏ (ولد في 29 فبراير عام 1808 وتوفي في 31 يناير عام  1865) كان عالم جيولوجيا أسكتلندي، وعالم نباتات، وعالم حفريات، وعالمًا في مجال الأحياء القديمة. درس الحياة النباتية والحيوانية والجيولوجيا في الهند، وأسام، وبورما، وكان أول من اقترح النظرية التطورية الحديثة للتوازن النفطي. كان أول من اكتشف هضاب السيواليك الأحفورية، وربما كان أيضًا أول شخص يكتشف قردًا أحفوريًا.

## بداية حياته
كان فالكونر أصغر ابن لداود فالكونر من فوررس، إلجينشير. تخرج هيو فالكونر في عام 1826 من جامعة أبردين، حيث درس التاريخ الطبيعي. درس بعد ذلك الطب في جامعة أدنبرة، حاصلًا على درجة دكتوراه في الطب عام 1829. خلال تلك الفترة، قام بحضور صفوف علم النباتات التي كان يلقيها البروفيسور آر. غراهام (1786 – 1845)، وصفوف الجيولوجيا للبروفيسور روبرت جيمسون، مدرّس تشارلز داروين.
أصبح فالكونر جراحًا مساعدًا في مؤسسة البنغال لشركة الهند الشرقية البريطانية عام 1830. لدى وصوله إلى البنغال، قام بفحص عظام الأحافير القادمة من آفا، بورما العليا، التي كانت في حيازة الجمعية الآسيوية للبنغال. منحه وصفه لهذه الأحافير، الذي نشر بعد ذلك بوقت قصير، مكانة معروفة بين علماء الهند. في بداية عام 1831 تم تعيينه في محطة للجيش في ميروت، الهند، ثم في المقاطعات الشمالية الغربية، وبعدها في ولاية أوتار براديش.

## تلال سيواليك
في سنة 1832، أصبح فالكونر مشرفًا على الحديقة النباتية الصحراوية في الهند، خلفا لجون رويل. قي فالكونر في ساهارنبور حتى عام 1842، حيث اشتهر خلال ذلك الوقت بدراسته للثدييات الأحفورية في تلال سيواليك.
ربما يكون فالكونر وشركاؤه قد توصلوا إلى أول اكتشاف لقرد أحفوري في ثلاثينيات القرن التاسع عشر ضمن ترسبات النيوجين في تلال سيواليك. في الطبقة الأرضية العائدة إلى العصر الثالث في تلال سيواليك عام 1831، اكتشفت فالكونر عظام تماسيح، وسلاحف وغيرها من الحيوانات. برفقة آخرين، كشف لاحقًا عن حيوانات أحفورية شبه استوائية ذات مدىً وثراء لا مثيل لهما، تضمنت بقايا ماستودون، وهو حيوان ضخم مجتر، والسلحفاة الضخمة «أطلس ميغالوتشيليس». نشر فالكونر أيضًا وصفًا جيولوجيًا لتلال سيواليك عام 1834. نظرًا لتلك الإنجازات العظيمة، حصل هو وبروبي كوتلي (1802 – 1871) سويًا على ميدالية ولاستون من الجمعية الجيولوجية في لندن، وهي أعلى جائزة لدى الجمعية، في عام 1837.
في عام 1834، طلبت لجنة البنغال من فالكونر التحقيق في الجدوى التجارية لزراعة الشاي في الهند. بناءً على توصيته استُحدثت مصانع للشاي، وأصبح الشاي الأسود الناتج عن ذلك منافسًا للشاي الصيني.
عاد فالكونر من الهند عام 1842 بسبب اعتلال صحي أصيب به. أعاد 70 صندوقًا من النباتات الجافة و48 حقيبة من الأحافير والعظام والعينات الجيولوجية. سافر بعدها عبر أوروبا بهدف المراقبات الجيولوجية، وانتُخب زميلًا لدى الجمعية الملكية في عام 1845. واستمرارا في خدمة شركة الهند الشرقية البريطانية كعالم طبيعة، تابع البحث في المتحف البريطاني وفي «بيت شرق الهند» وأعد أبحاثًا حول أروع الحفريات للمتاحف الرائدة في أوروبا.

## كالكوتا
في سنة 1847، أصبح فالكونر مشرفًا على حديقة كالكوتا النباتية وأستاذ علم النبات في كلية الطب في كالكوتا، قريبًا من أخيه الأكبر، ألكسندر فالكونر، الذي كان تاجرًا في كالكوتا. عمل هيو فالكونر مستشارًا للحكومة الهندية وجمعية البنغال للزراعة والبستنة، والتي كانت بحكم الواقع الاستعماري «وزارة الزراعة». أعدّ تقريرًا هامًا عن غابات الساج الكبير في منطقة تانينثاري، مما أنقذها من الدمار بفعل التقطيع الجائر. عبر توصيته، إدخال زراعة الكينا في الإمبراطورية الهندية نظرًا للاستخدام الطبي للحائها في علاج الملاريا.

## التعليم
تعلم في جامعة إدنبرة، وجامعة أبردين

## جوائز
حصل على جوائز منها:
- Wollaston Medal (1837)
- زميل في الجمعية الملكية.